# Lounge Act
«Lounge Act» es una canción de la banda de grunge Nirvana. Es la novena canción del álbum de 1991 titulado Nevermind. La letra fue escrita por Kurt Cobain, y la música por Cobain, Krist Novoselic y Dave Grohl. El título «Lounge Act» parte del hecho de que la banda sentía que la canción sonaba como una canción de lounge que una banda de bar tocaría.
Kurt Cobain dijo de la canción: "La canción habla sobre tener una visión que es destruida por una relación, y sobre no ser capaz de terminar lo que haces artísticamente porque la otra persona se mete en tu camino".
Se reveló posteriormente en el libro de Charles Cross sobre Cobain, Heavier than Heaven, que la canción era sobre la exnovia de Kurt, Tobi Vail. Krist Novoselic ha afirmado que «Lounge Act» era sobre Tobi, y también dijo que un Kurt furioso le escribió en una carta (nunca enviada) a Vail que «Lounge Act» era la única canción escrita sobre ella y que nunca la tocaba a menos que su esposa Courtney Love no estuviese cerca.
Adicionalmente la línea "I'll arrest myself and wear a shield" ("Me arrestaré a mí mismo y usaré un escudo") es una referencia directa al logo de K Records que se tatuó en su brazo para probarle su credibilidad indie a Tobi  y porque pensó que eran la discográfica de una de sus bandas favoritas, The Vaselines. Sin embargo, descubrió posteriormente que la disquera tan sólo se encargó de distribuir los álbumes.
Oficialmente la canción aparece en seis lanzamientos de la banda, en las cuales las letras parecen diferentes, además de tener otra entonación en la voz de Kurt Cobain, la original se encuentra en el segundo álbum de estudio de la banda Nevermind, en uno de los menús del DVD de With the Lights Out se encuentra el audio de un demo de la canción extraído de la sesiones de Nevermind, aparece en los créditos de cierre de Live! Tonight! Sold Out!!, la única aparición en directo esta en el álbum en directo Live at Reading de 2009. Esta canción también fue tocada en el Hollywood Rock, donde la acaba con frases dedicadas hacia una persona que aparentemente fue la exnovia de Cobain, cuando este vivía en Seattle.

## Personal
- Kurt Cobain: Voz y guitarra.
- Krist Novoselic: Bajo.
- Dave Grohl: Batería.